# Jim Levenstein
Jim Levenstein es un personaje ficticio de la saga American Pie, hizo su primera aparición en American Pie, como estudiante en el instituto. Es interpretado por Jason Biggs y creado por Adam Herz.

## American Pie
Jim es un adolescente que no ha perdido la virginidad, él estaba viendo un video porno y se masturbaba en su cuarto con un calcetín cuando sus padres entran en su habitación y le pillan.
Él tiene 4 amigos Kevin Myers (Thomas Ian Nicholas), Chris "Oz" Ostreicher (Chris Klein), Paul Finch (Eddie Kaye Thomas) y Steve Stifler (Seann William Scott).
En una fiesta de Steve Stifler se compromete a perder la virginidad antes de graduarse.
Jim tuvo la idea de masturbarse con una tarta de manzana, le hizo un agujero en medio y empezó, cuando su padre volvió a pillarle y su padre (Eugene Levy) dijo:
"Le diremos a tu madre que nos la comimos entre los dos"
Jim grabó a una amiga suya mientras de desnudaba en la habitación de Jim y ella se masturbó en su cama, cuando él entró y le dijo: "si quieres te ayudo" pero pre-eyaculó 2 veces sin querer matando el momento, y encima el video lo vio toda la preparatoria a través de internet.
Fue a la fiesta de instituto con Michelle (Alyson Hannigan), con quien consiguió su propósito junto a sus amigos de perder la virginidad.

## American Pie 2
Al principio, estando en la habitación de la universidad su padre y su madre le pillan teniendo relaciones sexuales con una chica creando una situación muy incómoda como de costumbre.
Él se va con sus amigos a pasar las vacaciones en una casa en la playa, donde se mete en muchos líos, allí trabajaron de pintores de una casa donde Stifler se cree que viven dos lesbianas, entran en la casa y encuentran un consolador, con el nerviosismo los pillan dentro de la casa y mediante unos Walkie las chicas van narrando obscenidades, a los que los otros chicos se enteran y media ciudad igual.
Luego Jim en la casa del lago cuando se disponía a masturbarse viendo un video porno, sin querer coge pegamento extrafuerte en vez de lubricante, se va por la ventana para coger el aparato con lo que se lo quitaría, llega la policía y le dicen que levante las dos manos y a él se le caen los pantalones. Acto seguido se ve a él y a su padre en urgencias acompañado de otra incómoda charla.
En la fiesta de la casa del lago con Nadia se van a un faro, cuando van a hacerlo Jim se da cuenta de que está enamorado de Michelle y deja a Nadia sola, va hacia el campamento de música y frente a todos le dice a Michelle que está enamorado de ella.

## American Pie: La Boda
Jim le iba a pedir que se case con Michelle cuando ella empeño a tener relaciones sexuales con él en el mismo restaurante, su padre llega y le dice que necesita que le dé el aire, se levanta con los pantalones bajados Jim dice: he venido aquí con un propósito y voy a cumplirlo. El le pone el anillo y sin darse cuenta se le levanta, su padre dice: Se nota que esta feliz.
A Jim le organizan una despedida de soltero con dos prostitutas, Stifler se enfada porque no le echan cuenta, Ellos se equivocaron de día de la fiesta y Jim había invitado a sus suegros a cenar y consiguen recogerlo todo antes de que lleguen una de las prostitutas se aparece allí y les enseña las tetas a los suegros, ella dice: El señor dejó la escoba en mi culo, Finch le dice que se llama coche y no culo. Abren el armario y encuentran a Kevin atado, los suegros iban a llamar a la policía y aparece la prostituta vestida de poli, Stifler confiesa. Después de mucho lio Jim consigue casarse con Michelle.

## American Pie: El Reencuentro
Jim se reúne con todos sus amigos, al principio de la peli él se mastuba con un video porno en el portátil de nuevo mientras Michelle estaba en el cuarto de baño, su hijo le pilla, el cierra el ordenador corriendo pero se le pilla con el pene y le sangra, él entra el baño corriendo y pilla a Michelle masturbándose con el grifo. 
Él encuentra a una chica de la que él era canguro cuando ésta era pequeña; tras el decimoctavo cumpleaños de la chica al cual Jim y sus amigos acuden por casualidad, ella se desnuda en un coche mientras Jim conducía, ella se desmalla y Jim tiene que llevarla a su casa sin que sus padres se den cuenta.
Al final Jim tiene relaciones sexuales con Michelle en una habitación donde se celebraba su promoción.
- Datos: Q3178876